# 민족원

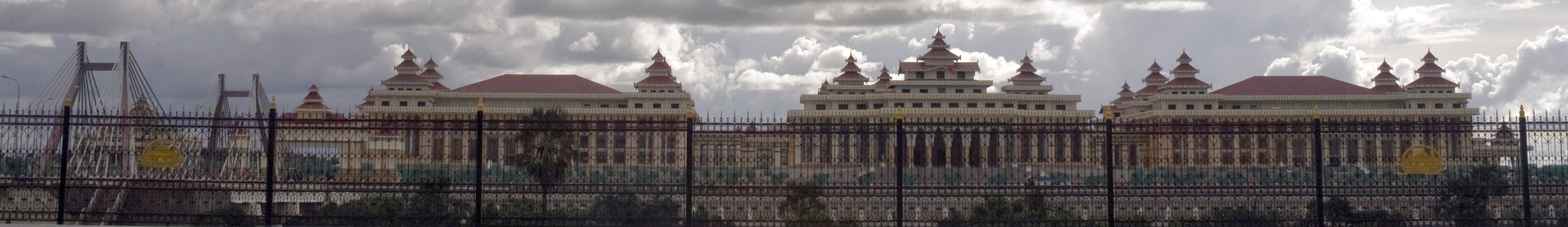

민족원(버마어: အမျိုးသားလွှတ်တော်)은 미얀마(버마)의 양원제 입법부 연방의회의 실질적인 상원이다. 의원 224명 중 168명은 직접선거로 선출하고 56명은 미얀마군에서 지명한다.
2021년 쿠데타 이후, 인민원은 1년간의 비상사태를 선언한 민쉐 대통령 권한대행에 해산되었다.